# Барановский, Василий Саввич
Васи́лий Са́ввич Барано́вский (13 апреля 1933, деревня Войтишки, Скрудалиенская волость, Иллукстский уезд — 27 сентября 2023) — русский писатель
, историк старообрядчества.

## Биография
Родился в старообрядческой семье потомков первых поселенцев деревни Войтишки (ныне Аугшдаугавский край) в Латвии, где с 1740 года существовал староверческий храм. Отец погиб во время Второй мировой войны. Рано лишившись отца, подростком начал работать. 
В 1958 году окончил вечернюю среднюю школу в Зарасай. В 1963 году окончил Высшую партийную школу в Вильнюсе.
Работал в периодической печати: в 1963—1967 годах в Зарасайской районной газете, в 1967—1978 годах в городской газете Клайпеды. 
С 1978 по 1990 годах был сотрудником журнала Союза писателей Литвы «Литва литературная» (с 1989 года «Вильнюс»), занимал должность заместителя главного редактора журнала. Учился в Вильнюсском университете на экономическом факультете.
В 1983 году был принят в Союз писателей СССР. Член Союза писателей Литвы. Был членом редколлегии староверческого журнала «Китеж-Град» (1990). Участник научных конференций по старообрядчеству в Литве и Латвии. Жил в Зарасай (Литва).

## Творчество
Первые литературные публикации относятся к 1950 году. Выпустил 5 книг прозы и 2 сборника очерков. 
В 1992—2007 годах публиковал прозу и публицистику в газетах «Эхо Литвы», «Летувос ритас», журнале «Поморский вестник» и других изданиях. Основная тема творчества — судьбы русских старожилов Латвии и Литвы. Непосредственно Староверию посвящены книга повестей «Багряный град», историческая повесть «Боярыня Морозова», серия рассказов. Один из составителей и авторов (вместе с Г. Поташенко) справочника «Староверие Балтии и Польши: краткий исторический и биографический словарь» (Вильнюс, 2005).

## Сочинения
- Утренний возок: Повесть и рассказы. Вильнюс: Vaga, 1978. 126 с.
- Горька ягода: Рассказ и повести. Вильнюс: Vaga, 1982. 238 с.
- Долгий всполох: Рассказы и повесть. Вильнюс: Vaga, 1985. 333 с.
- Багряный град: Повести. Вильнюс: Vaga, 1989. 356 с.
- Боярыня Морозова // Вильнюс. 1993. № 2—4.
- Хранители старой веры (Страницы истории Зарасайской старообрядческой общины). Зарасай, 2000. 90 с. ISBN 9986-945-57-7.
- Очерк истории Вильнюсской старообрядческой общины (к 170-летию Свято-Покровского храма) // Slavistica Vilnensis 2001 (Kalbotyra 50 (2)). С. 141—155.
- Вековые святыни (Из истории староверческих общин, храмов и кладбищ Зарасайского края). Зарасай, 2004. 101 с. ISBN 9955-513-93-4.
- Боярыня Морозова. Историческая повесть. Издательство Рижской Гребенщиковской старообрядческой общины. Рига, 2008. 231 с. ISBN 978-9984-9774-9-2.
- Времена и судьбы. Проза. Обозрения. Статьи. Даугавпилс: V Prints, 2013. 494 с.

## Награды и звания
- Почётный гражданин Зарасайского края — за активную трудовую и общественную работу в собирании письменных сокровищ традиции старообрядчества Зарасайского края, заслуги в популяризации Зарасайского края в Литве и за рубежом, значительную просветительскую деятельность (2015)[1]